# Бортники (Бежецкий район)
Бортники — деревня в Бежецком районе Тверской области. Входит в состав Моркиногорского сельского поселения.

## География
Находится в восточной части Тверской области на расстоянии приблизительно 30 км по прямой на юго-запад от районного центра города Бежецк.

## История
Деревня была отмечена еще на карте 1825 года. В 1978 году здесь отмечено 43 двора.

## Население
Численность населения: 15 человек (русские 100 %) в 2002 году, 11 в 2010.